# Laura Vargas-Koch
Laura Vargas-Koch, née le 29 juin 1990, est une judokate allemande en activité évoluant dans la catégorie des moins de 70 kg.

## Biographie
Aux Championnats du monde de judo 2013 à Rio de Janeiro, elle est médaillée d'argent après avoir été battue en finale par la Colombienne Yuri Alvear.

## Palmarès
| Année | Compétition           | Lieu           | Résultat | Catégorie      |
| ----- | --------------------- | -------------- | -------- | -------------- |
| 2013  | Championnats d'Europe | Budapest       | 3e       | Moins de 70 kg |
| 2013  | Championnats du monde | Rio de Janeiro | 2e       | Moins de 70 kg |